# P-メンタン-3,8-ジオール
p-メンタン-3,8-ジオ―ル(英語: p-menthane-3,8-diol、PMD)は、ジオ―ル及びテルペノイドに分類される有機化合物である。メンタンの誘導体である。

## 防虫剤としての利用
PMDはいくつかの防虫剤の成分である。匂いはメントールに似て、ひんやりした感じがする。8つの異性体があるが正確な組成は特定されておらず、複雑な混合物であると推定されている。
PMDは、ユーカリシトリオドラの葉の精油にも少量含まれている。この木はオーストラリアが原産であるが、世界中の暖かい地域で栽培されている。防虫剤として利用する程度までPMD濃度を上げるため精製したものは、アメリカ合衆国ではレモンオイル(oil of lemon eucalyptus, OLE)またはCitrosynthol、Citrepel、Citriodiol等の商標名で知られている。流通するPMD製品の中には、ユーカリシトリオドラ精油からではなく、合成シトロネラールから作られたものもある。
精製レモンオイルのPMD含量（シス体とトランス体の混合物）は、約70%にも達する。欧州連合の殺生物性製品規則98/8/EC（現在のBPR Regulation (EU) No. 528/212）では、一般名"PMD rich botanic oil"として通知され、?イギリスの安全衛生庁に登録されている。またカナダの疫病管理規制庁では一般名"PMD and related oil of lemon eucalyptus compounds"として登録されている。アメリカ合衆国やヨーロッパでは、防虫剤として使うことが許可されている唯一の天然活性成分である。
PMDの合成は既に記載されている。この2011年の研究では、ユーカリシトリオドラ精油にはPMDが1-2%しか含まれておらず、最大70%を含み、アメリカ合衆国環境保護庁に登録されているOLEとは異なるものであることも示している。2006年の研究では、等量を用いた場合、PMDはディートと同程度の有効性を有することが支援された。